# Ivan Prtajin
Ivan Prtajin (Zadar, 14 maggio 1996) è un calciatore croato, attaccante del Kaiserslautern.

## Carriera

### Club
Ha iniziato a giocare nel settore giovanile del Primorac Biograd, per poi passare all'Arbanasi Zadar, al Trešnjevka ed all'NK Zagabria. Nel 2014 è stato acquistato dall'Udinese dove ha trascorso due stagioni nella formazione Primavera, ricevendo anche una convocazione in prima squadra per l'incontro di Serie A contro il Cagliari.
Nel 2017 è passato all'Hajduk Spalato, dove ha debuttato a livello professionistico il 26 maggio nell'incontro vinto 2-1 contro lo Slaven Belupo. In seguito è stato assegnato alla squadra riserve dove ha giocato fino al 2019 fatta eccezione per sei mesi trascorsi in prestito al Dugopolje. Successivamente è passato al Roda JC dove ha giocato 17 incontri in Eerste Divisie senza realizzare alcuna rete.
Nel 2020 si è trasferito agli svizzeri dello Sciaffusa dove ha giocato con buona continuità realizzando complessivamente 25 reti in 56 presenze. A metà della sua seconda stagione con il club elvetico è stato acquistato dall'Olimpia Lubiana, dove è rimasto per i successivi sei mesi.
Nel 2022 è stato acquistato dal Wehen Wiesbaden, club della terza divisione tedesca. Autore di 16 reti in 29 presenze fra campionato e play-off, ha dato un contributo determinante alla promozione dei rossoneri in 2. Bundesliga ed il 20 luglio 2023 ha prolungato il contratto. La stagione successiva ha mantenuto lo stesso rendimento che però non è bastato ad evitare la retrocessione. Il 13 giugno 2024 è stato acquistato a titolo definitivo dall'Union Berlino.

### Nazionale
Ha giocato nella nazionale croata Under-19.

## Statistiche

### Presenze e reti nei club
Statistiche aggiornate al 8 febbraio 2025.
| Stagione                 | Squadra                  | Campionato               | Campionato | Campionato | Coppe nazionali | Coppe nazionali | Coppe nazionali | Coppe continentali | Coppe continentali | Coppe continentali | Altre coppe | Altre coppe | Altre coppe | Totale | Totale | Totale |
| Stagione                 | Squadra                  | Comp                     | Pres       | Reti       | Comp            | Pres            | Reti            | Comp               | Pres               | Reti               | Comp        | Pres        | Reti        | Pres   | Reti   |        |
| ------------------------ | ------------------------ | ------------------------ | ---------- | ---------- | --------------- | --------------- | --------------- | ------------------ | ------------------ | ------------------ | ----------- | ----------- | ----------- | ------ | ------ | ------ |
| 2016-2017                | Hajduk Spalato           | 1.HNL                    | 1          | 0          | CC              | 0               | 0               | -                  | -                  | -                  | -           | -           | -           | 1      | 0      |        |
| 2017-gen. 2018           | Hajduk Spalato II        | 2.HNL                    | 13         | 2          | -               | -               | -               | -                  | -                  | -                  | -           | -           | -           | 13     | 2      |        |
| gen.-giu. 2018           | Dugopolje                | 2.HNL                    | 13         | 4          | CC              | 0               | 0               | -                  | -                  | -                  | -           | -           | -           | 13     | 4      |        |
| 2018-2019                | Hajduk Spalato II        | 2.HNL                    | 12         | 6          | -               | -               | -               | -                  | -                  | -                  | -           | -           | -           | 12     | 6      |        |
| Totale Hajduk Spalato II | Totale Hajduk Spalato II | Totale Hajduk Spalato II | 25         | 8          |                 | -               | -               |                    | -                  | -                  |             | -           | -           | 25     | 8      |        |
| 2019-2020                | Roda JC                  | 1D                       | 17         | 0          | CO              | 2               | 0               | -                  | -                  | -                  | -           | -           | -           | 19     | 0      |        |
| 2020-2021                | Sciaffusa                | ChL                      | 34         | 14         | CS              | 1               | 0               | -                  | -                  | -                  | -           | -           | -           | 35     | 14     |        |
| 2021-gen. 2022           | Sciaffusa                | ChL                      | 18         | 9          | CS              | 3               | 2               | -                  | -                  | -                  | -           | -           | -           | 21     | 11     |        |
| Totale Sciaffusa         | Totale Sciaffusa         | Totale Sciaffusa         | 52         | 23         |                 | 4               | 2               |                    | -                  | -                  |             | -           | -           | 56     | 25     |        |
| gen.-giu. 2022           | Olimpia Lubiana          | 1.SNL                    | 18         | 4          | CS              | 0               | 0               | -                  | -                  | -                  | -           | -           | -           | 18     | 4      |        |
| ago. 2022                | Olimpia Lubiana          | 1.SNL                    | 1          | 0          | CS              | 0               | 0               | UECL               | 4                  | 0                  | -           | -           | -           | 5      | 0      |        |
| Totale Olimpia Lubiana   | Totale Olimpia Lubiana   | Totale Olimpia Lubiana   | 19         | 4          |                 | 0               | 0               |                    | 4                  | 0                  |             | -           | -           | 23     | 4      |        |
| 2022-2023                | Wehen Wiesbaden          | 3L                       | 27+2       | 15+1       | CG              | 0               | 0               | -                  | -                  | -                  | -           | -           | -           | 29     | 16     |        |
| 2023-2024                | Wehen Wiesbaden          | 2L                       | 31+2       | 13+1       | CG              | 1               | 2               | -                  | -                  | -                  | -           | -           | -           | 34     | 16     |        |
| Totale Wehen Wiesbaden   | Totale Wehen Wiesbaden   | Totale Wehen Wiesbaden   | 62         | 30         |                 | 1               | 2               |                    | -                  | -                  |             | -           | -           | 63     | 32     |        |
| 2024-2025                | Union Berlino            | BL                       | 4          | 0          | CG              | 0               | 0               | -                  | -                  | -                  | -           | -           | -           | 4      | 0      |        |
| Totale carriera          | Totale carriera          | Totale carriera          | 193        | 69         |                 | 7               | 4               |                    | 4                  | 0                  |             | -           | -           | 204    | 73     |        |

### Cronologia presenze e reti in nazionale
| Cronologia completa delle presenze e delle reti in nazionale ― Croazia under 19 | Cronologia completa delle presenze e delle reti in nazionale ― Croazia under 19 | Cronologia completa delle presenze e delle reti in nazionale ― Croazia under 19 | Cronologia completa delle presenze e delle reti in nazionale ― Croazia under 19 | Cronologia completa delle presenze e delle reti in nazionale ― Croazia under 19 | Cronologia completa delle presenze e delle reti in nazionale ― Croazia under 19 | Cronologia completa delle presenze e delle reti in nazionale ― Croazia under 19 | Cronologia completa delle presenze e delle reti in nazionale ― Croazia under 19 |
| Data                                                                            | Città                                                                           | In casa                                                                         | Risultato                                                                       | Ospiti                                                                          | Competizione                                                                    | Reti                                                                            | Note                                                                            |
| ------------------------------------------------------------------------------- | ------------------------------------------------------------------------------- | ------------------------------------------------------------------------------- | ------------------------------------------------------------------------------- | ------------------------------------------------------------------------------- | ------------------------------------------------------------------------------- | ------------------------------------------------------------------------------- | ------------------------------------------------------------------------------- |
| 28-3-2015                                                                       | Wiener Neustadt                                                                 | Croazia under 19                                                                | 0 – 2                                                                           | Austria under 19                                                                | Qual. Europeo Under-19 2015                                                     | -                                                                               | 64’                                                                             |
| 31-3-2015                                                                       | Enzesfeld-Lindabrunn                                                            | Scozia under 19                                                                 | 1 – 1                                                                           | Croazia under 19                                                                | Qual. Europeo Under-19 2015                                                     | -                                                                               | 66’                                                                             |
| Totale                                                                          |                                                                                 | Presenze                                                                        | 2                                                                               |                                                                                 | Reti                                                                            | 0                                                                               |                                                                                 |